# Thể thao mạo hiểm

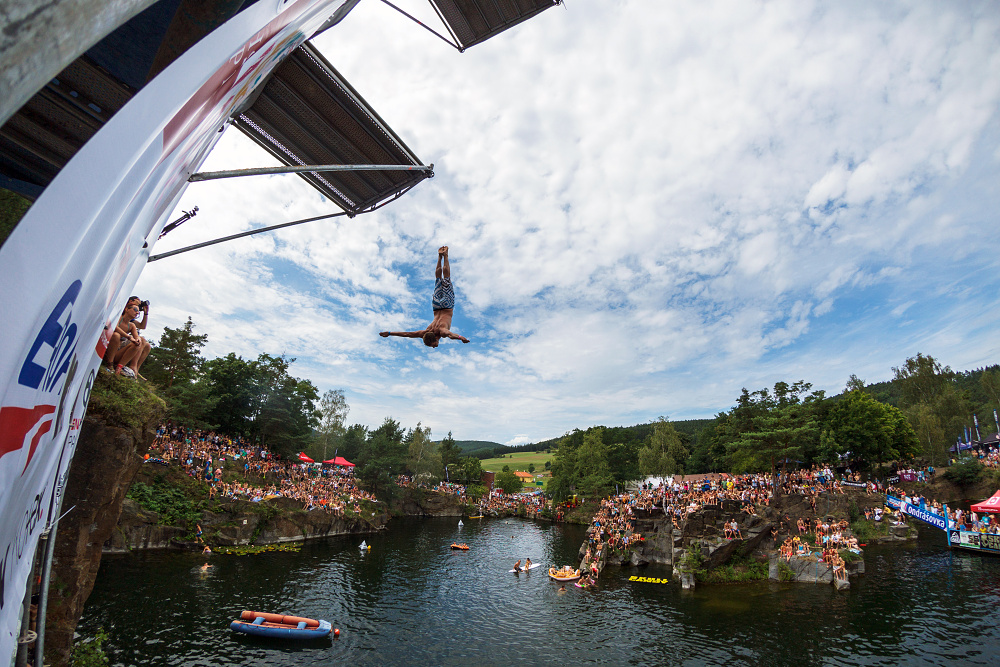
Một người thực hiện phần thi môn highjump ở Cộng hòa Séc.

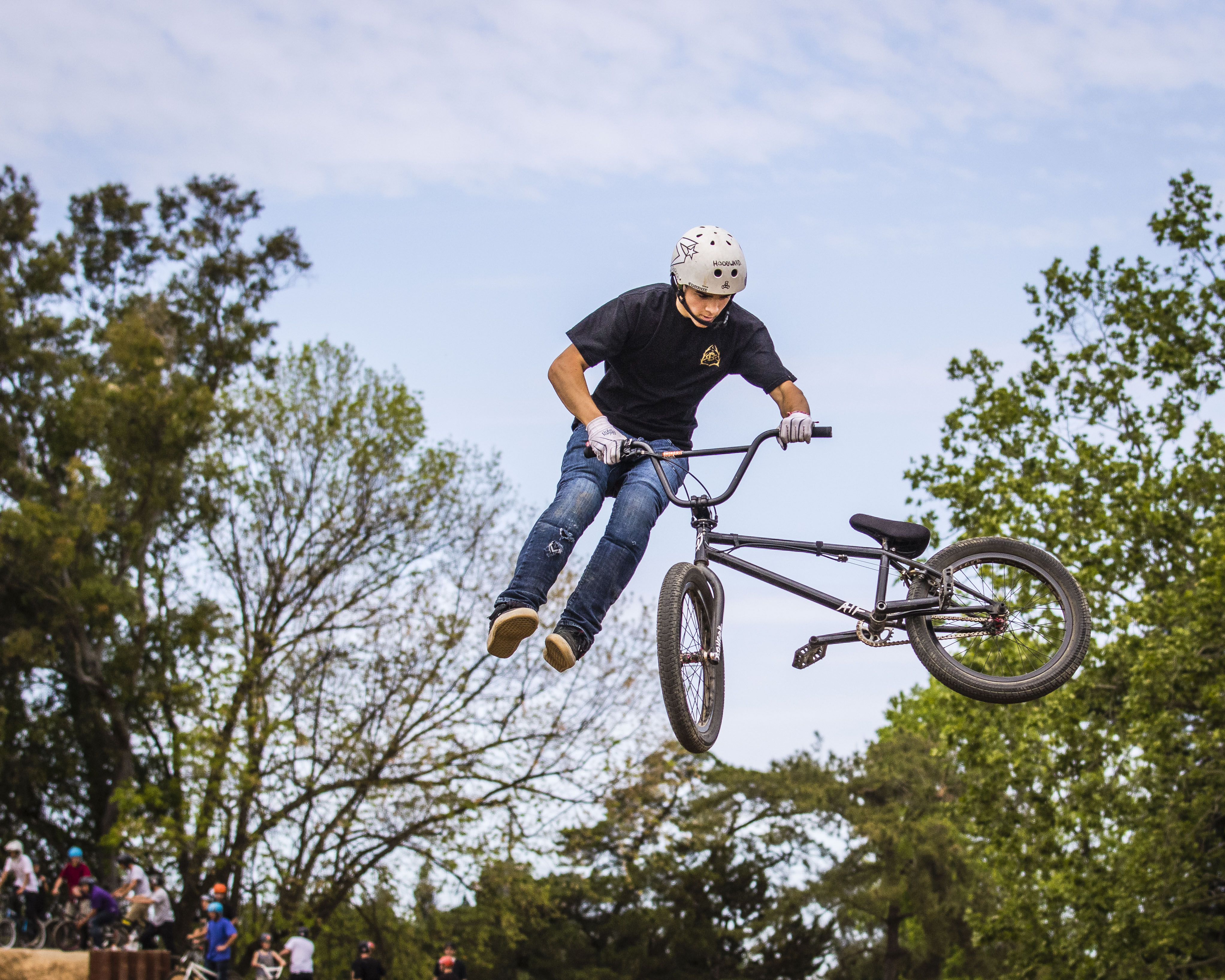
Màn biểu môn xe đạp BMX.

Thể thao mạo hiểm (tiếng Anh: extreme sport) hay thể thao phiêu lưu là thuật ngữ để chỉ một số hoạt động được xem là có mức độ nguy hiểm cao. Các hoạt động này thường có yếu tố tốc độ, cao độ, sử dụng sức mạnh thể chất ở trình độ cao, và đồ nghề chuyên dụng cao. Các môn thể thao mạo hiểm bắt đầu nổi lên vào thập niên 1990 khi nó được các công ty marketing lựa chọn để quảng bá cho X Games và khi kênh truyền hình Extreme Sports Channel và trang mạng Extreme.com ra đời.
Mặc dù việc sử dụng từ "thể thao mạo hiểm" được sử dụng rộng rãi để mô tả nhiều hoạt động thể chất khác nhau, tuy vậy những môn thể thao nào mới chính xác là "mạo hiểm" vẫn còn gây tranh cãi. Tuy nhiên vẫn có một số đặc điểm chung giữa các môn này. Mặc dù người chơi không nhất thiết là thanh thiếu niên, các môn này thường có độ tuổi trung bình của người chơi khá thấp. Các môn thể thao mạo hiểm thường là môn thể thao cá nhân so với tính đồng đội của nhiều môn thể thao truyền thống. Thêm vào đó là người mới bắt đầu chơi thường tự tập hơn là có giáo viên hướng dẫn.
Các môn truyền thống thường có các tiêu chí để đánh giá thành tích (khoảng cách, thời gian, tỉ số,...), thì người thi đấu môn mạo hiểm thường được đánh giá dựa trên các tiêu chí mang tính chủ quan và thẩm mỹ. Điều này tạo ra xu hướng bỏ các phương thức đánh giá thống nhất khi các môn thể thao khác nhau lại có cho riêng mình các chuẩn mực riêng.

## Phân loại
Mặc dù định nghĩa thế nào là thể thao mạo hiểm và môn nào là thể thao mạo hiểm vẫn chưa thống nhất thì vẫn có một số nỗ lực nhằm phân loại các môn này.

### Các môn có phương tiện di chuyển
| Cơ giới hóa      | Trượt                                                                                                   | Lăn                                                                                  |
| ---------------- | --- | ------------------------------------------------------------------------------------ |
| Có động cơ       | đua thuyền máy offshore, wakeboarding, waterskiing, đua máy bay, lái tàu lượn                           | đua xe máy đường trường, rally, motocross                                            |
| Không có động cơ | lướt sóng, windsurfing, lướt ván diều, trượt tuyết, trượt ván tuyết, nhảy dù, wingsuit, lái thuyền buồm | trượt ván, xe đạp địa hình, lướt ván địa hình, xe đạp nghệ thuật, scooter nghệ thuật |

### Các môn không cần phương tiện di chuyển
Ví dụ như leo vách đá, leo hẻm núi, leo băng, parkour, psicobloc,...